# 心律不整
心律失常（arrhythmia, dysrhythmia）又称心律失常、心律不齐，是心脏自律性异常或传导障碍引起的心动过速、心动过缓或心跳不规律等异常表现，泛指任何不正常的心跳或心律問題，包括节律和频率的异常。
心脏冲动的起源、节律、传递顺序、在各部位的传递速度，其中任一环节发生异常都可导致心律失常。

## 症状
許多心律不整表現是無症狀的，一旦有症狀則常以心悸或心跳暫停的感覺表現。嚴重的心律不整會導致頭暈、暈厥、呼吸困難或胸痛。即使大部分情況是良性的，有些心律不整卻會增加中風或心臟衰竭等併發症的風險，甚至導致心跳驟停、休克、猝死。

## 分类
心律不整分為五大類：期外收縮、心室上心搏過速、心室性心律不整、心搏过速、心搏過緩。期外收縮包括心房期外收縮及心室期外收縮。心室上心搏過速包括心房顫動、心房撲動、以及陣發性心室上心搏過速。心室心律不整包括心室顫動和心室心搏過速。心搏過速（或稱頻脈）的定義是成人每分鐘心跳大於100下，而心搏過緩（或稱緩脈）的定義是成人每分鐘心跳小於60下。
兒童也會發生心律不整的問題，然而注意兒童正常心律範圍隨著年齡變動，和成人（每分鐘60-100下）不同。

## 诊断
心律不整的診斷常見有十二導程心電圖及動態心電圖。

## 治療
大部分心律不整都可以有效地治療，包括藥物治療、置放心律調節器以及手術。心搏過速的藥物包括乙型交感神經阻斷劑或抗心律不整藥物如普魯卡因胺（procainamide），而後者在長期使用有較顯著的副作用。心律調節器通常用在有症狀且藥物治療無效之心搏過緩病患。抗凝血劑用在某些心律不規則（如心房顫動）的病患以降低如中風等併發症的風險。危及生命的心律不整需要緊急進行電擊治療，包括心脏复律（cardioversion，又称心律转复）以及心脏除颤（defibrillation，又称心臟去顫）兩種。

### 第Ⅰ類：鈉離子通道阻斷劑
本類藥物抑制快速性鈉離子通道，降低心肌去極化動作電位變化速率(Vmax)，即動作電位第0相，延長不反應期及動作電位期間(action potential duration; APD)，此類藥物可迅速與鈉離子通道結合，阻斷Na+進入細胞內，因具有作用依賴性，當鈉離子通道打開的頻率愈高，藥物的作用愈強，只抑制心跳較快的心肌細胞，但是不干擾正常的心跳頻率，再依藥物與鈉離子通道之結合與解離速度不同，即Vmax與APD的變化，分為IA、IB、IC三組。
IA組：阻斷快速性Na+通道（quinidine (Quinidex®)、procainamide (Pronestyl®)、disopyramide (Norpace®)）
降低傳導速度，中度抑制Vmax及延長心肌動作電位期間(APD)及不反應期。
IB組：阻斷快速性Na+通道（lidocaine (Xylocaine®)、mexiletine(Mexitil®)、phenytoin(diphenylhydantoin; Dilantin®)）
與Na+通道快速地結合和分開，治療心室心律不整特別有效，輕度抑制Vmax及可縮短心室動作電位間期及心電圖之QT間期。
IC組：強效阻斷快速性Na+通道（flecainide (Tambocor®)）
與Na+通道快速地結合但解離速率極慢，不影響鉀離子通道，明顯抑制Vmax，但不影響心肌動作電位有效不反應期，正常心跳亦受影響。

### 第II類：β受體阻斷劑
常用者有：propranolol（Inderal®）。
本類藥物β阻斷劑可抑制第4相之去極化作用，又具有細胞膜穩定作用，因此可抑制心肌細胞之自主性，尤其是抑制竇房結的自主性，延長房室傳導速度使心電圖之PR間期變長、QRS間期不變、而QT間期縮短，類似Lidocaine ，另外可降低心肌收縮力，減少耗O2量。

### 第Ⅲ類：阻斷K+通道抗纖維顫動藥物
常用者有：amiodarone（Cordarone®）、bretylium（Bretylol®）、sotalol（Betapace®）、dofetilide（Tikosyn®）、ibutilide（Corvert®）。
本類藥物可減少K+流至細胞外，干擾心肌之再極化作用（第3相），可延長有效不反應期，和延長動作電位期間，抑制再進入(re-entry)造成之心律不整，但第0相及第4相的作用很少，臨床應用於較嚴重的心室心律不整及上心室心律不整病人身上。

### 第Ⅳ類：Ca2+通道阻斷劑
常用者有：verapamil (Isoptin®)、diltiazem (Herbesser®)。
本類藥物能阻斷電位敏感的L型Ca2+通道，減少Ca2+流入心肌細胞及血管平滑肌細胞內，可抑制動作電位之高原期（第2相）而延長有效不反應期，並減少自發性去極化速度（第4相）、降低依賴Ca2+通道組織，如房室結之傳導速度及心肌收縮力，因此具有減弱心肌收縮力、抑制早發性異位心跳、降低房室傳導速度及擴張血管等作用。

### 第Ｖ類：其他製劑
常用者有：adenosine（Adenocard®）、digoxin（Lanoxin®）。
腺苷為天然核苷酸，也是體內重要的傳遞物質，對呼吸、心肌、血小板及心臟傳導產生作用。給予高濃度可加速K+流至細胞外，造成過極化現象，而且阻斷Ca2+流至細胞內，降低竇房結之自主性及抑制房室結之傳導速度，靜脈速注給藥是急救上心室心搏過速的首選用藥。雖然本藥藥效極短（１０～15秒），毒性低，但會引起熱潮紅、胸痛、頭暈及低血壓；theophylline可阻斷腺苷酸受體，降低其作用；而dipyridamole可阻斷腺苷酸回收，會延長腺苷酸的副作用。
地高辛具有迷走神經作用，可阻斷房室結，降低房室傳導速度，可用於治療陣發性上心室心律不整及心房撲動或纖維顫動；但其治療指數低且毒性大，會引起致命性心室性心律不整，臨床上並不普遍使用於治療心律不整。

## 流行病學
全世界有數百萬人有心律不整的問題。根據歐洲及北美於西元2014年統計，心房顫動患者占其人口約2%至3%。因心房顫動及心房撲動死亡人數從1990年的約29,000人攀升到2013年的約112,000人。全世界因心律不整而導致突發性心跳停止的案例占了所有心血管疾病相關患者的一半死亡原因、以及全球死亡原因的15%。其中，心室心律不整占了突發性心跳停止的80%。雖然全年齡層都有可能發生心律不整，但以年長者較普遍。

## 分類

### 心房
- 心房性早期收縮 premature atrial contraction（PAC）
- 遊走性心房節律點 wandering atrial pacemaker
- 多源性心房頻脈 multifocal atrial tachycardia
- 心房撲動 atrial flutter
- 心房顫動 atrial fibrillation

### 心室
- 心室性早期收縮 premature ventricular contraction（PVC）
- 加速性心室自主節律 accelerated idioventricular rhythm
- 單型性心室頻脈 monomorphic Ventricular tachycardia
- 多型性心室頻脈 polymorphic ventricular tachycardia
- 心室顫動 ventricular fibrillation（VF）

### 心臟傳導阻滯
- 第一度房室傳導阻滯 first-degree atrioventricular block
- 第二度房室傳導阻滯 second-degree atrioventricular block
  - 二度Ⅰ型，又稱莫氏Ⅰ型
  - 二度Ⅱ型，又稱莫氏Ⅱ型

- 第三度房室傳導阻滯 third-degree atrioventricular block